# 공촌천
공촌천(公村川)은 인천광역시 계양구와 서구의 경계인 계양산에서 발원하여 공촌동을 거쳐 청라지구에서 서해 바다로 흘러나가는 지방 2급하천이다. 총 길이는 8.86km이며, 유역면적은 15.97km2에 이른다.
유역의 상류부에는 공촌 정수장이 있고, 중류부에는 경서동·검암동·연희동 일대 택지지구가 있으며, 하류부는 해안을 매립한 간석지로 청라지구가 건설되었다. 하천 주변의 개발제한구역은 농경지로 이용되고 있다.

## 흐르는 구간
계양산 - 공촌동 - 청라지구 - 황해

## 소중한 자원
공촌천은 그 폭이 약3~6m전후의 전구간 자연하천이자 천연생태공간이다. 한남정맥의 서해측에 위치한 계양산에서 발원한다. 서해 앞바다의 조수간만의 해수 및 도심내 하천으로 인해서 하천관리에 어려운점이 많으나 공촌천은 비교적 환경보전 및 도시계획이 잘 이루어지고 있다. 발원지부터 바다 유입까지의 전구간 수계가 자연 그대로 원형이 잘 보존된 하천으로 매우 드믄 소중한 자원이다. 이러한 공촌천은 과거 하천관리에 어려움을 극복하고 시민들의 참여를 통해 환경보전관리에 성과를 지속적으로 내기위해 노력하고 있다는 점에서 대한민국의 하천관리에 시사하는 바가 크다.

## 같이 보기
- 심곡천